# 윤신달
윤신달(尹莘達, 893년?~973년?)은 파평 윤씨(坡平尹氏)의 시조(始祖)이자 태봉(泰封) 말기의 호위병(護衛兵)이며 고려(高麗) 초기의 부장(府長)이고 고려(高麗) 무신(武臣)이다.

## 생애
후삼국 시대(後三國 時代) 고려(高麗)의 인물(人物) 파평 윤씨(坡平 尹氏)의 시조(始祖) 태조 왕건(太祖 王建)을 도와 고려(高麗)의 후삼국 통일(後三國  統一)에 공(功)을 세워 삼한벽상공신(三韓壁上功臣)에 올랐다.

## 가계
- 아버지 : 윤씨(尹氏)[5]
- 어머니 : 본처(本妻)[6]
  - 문신 : 윤신달(尹莘達)
  - 부인 : 본처(本妻)
    - 아들 : 윤선지(尹先之)
    - 며느리 : 본처(本妻)[7]

## 윤신달이 등장하는 작품
- 《태조 왕건》 KBS, (2000년~2002년 배우 : 이계영)